# Xuân Dương, Lạng Sơn
Xuân Dương là một xã thuộc tỉnh Lạng Sơn, Việt Nam.
Xã Xuân Dương có diện tích 46,25 km², dân số năm 1999 là 1.137 người, mật độ dân số đạt 25 người/km².
Theo thống kê năm 2019, xã Xuân Dương có diện tích 46,25 km², dân số là 1.574 người, mật độ dân số đạt 34 người/km².